# نيكولاس هاندي
نيكولاس تشارلز هاندي (بالإنجليزية: Nicholas C. Handy)‏ (17 يونيو 1941 - 2 أكتوبر 2012) هو كيميائي نظري بريطاني، تقاعد كبروفيسور لكيمياء الكم في جامعة كامبريدج في سبتمبر من العام 2004، انتخب عضوًا في الجمعية الملكية وحاز على وسام ليفرهيلم في عام 2002.